# Patrick Staudacher
Patrick Staudacher (Vipiteno, 29 aprile 1980) è un ex sciatore alpino italiano specialista delle prove veloci, campione del mondo nel supergigante ad Åre 2007.

## Biografia

### Stagioni 1996-2002
Residente a Colle Isarco di Brennero e appartenente al Centro Sportivo Carabinieri, iniziò a prendere parte a gare FIS nel dicembre del 1995 e  nel 1998 divenne campione italiano juniores in slalom gigante, prima di infortunarsi ai legamenti del ginocchio destro: dal 1998 in avanti fu inoltre operato cinque volte per meniscopatie.
Esordì in Coppa Europa il 14 dicembre 1998 a Nova Levante/Passo di Costalunga, senza concludere lo slalom speciale in programma, e in Coppa del Mondo il 16 dicembre 2000 nella discesa libera di Val-d'Isère, scendendo con il pettorale numero 42 e terminando la gara nella medesima posizione. Il 7 dicembre 2001 nella stessa località conquistò, in supergigante, i primi punti nel massimo circuito internazionale, piazzandosi 29º; pochi giorni dopo, il 20 dicembre a Saalbach-Hinterglemm, colse in discesa libera il suo primo podio in Coppa Europa (2º). Partecipò quindi ai XIX Giochi olimpici invernali di Salt Lake City 2002, suo esordio olimpico, classificandosi 18º nel supergigante e 7º nella combinata.

### Stagioni 2003-2007
Dopo le Olimpiadi gli fu diagnosticato un cheratocono all'occhio destro che lo costrinse prima a tentare di sciare con una lente a contatto rigida, poi a operarsi: nella primavera 2005 fu sottoposto al trapianto della cornea all'Ospedale Maggiore di Bologna. Ai Giochi olimpici di Torino 2006 si classificò 9º nella discesa libera (migliore degli italiani) e 17º nel supergigante, mentre non concluse la combinata.
Il 6 febbraio 2007 ai Mondiali di Åre (sua prima partecipazione iridata) si laureò a sorpresa campione del mondo nel supergigante, partendo con il pettorale numero 12 e chiudendo la prova in 1:14:30 su una discesa accorciata rispetto alla lunghezza inizialmente prevista. Sul podio anche l'austriaco Fritz Strobl (+0,32) e lo svizzero Bruno Kernen (+0,62); prima di questa data Staudacher vantava, come migliori risultati in Coppa del Mondo, il 5º posto nella discesa di Bormio e l'8º nel supergigante di Hinterstoder, entrambi conquistati nel dicembre 2006. Ad Åre si piazzò inoltre 32º nella discesa libera e 18º nella supercombinata; dedicò il proprio successo all'ispettore di Polizia Filippo Raciti, deceduto solamente quattro giorni prima della gara di supergigante.

### Stagioni 2008-2013
Ai Mondiali di Val-d'Isère 2009, sua ultima presenza iridata, fu 17º nel supergigante e nuovamente 18º nella supercombinata. Nel dicembre del 2009 conquistò la sua unica vittoria in Coppa Europa (il 12 a Sarentino in discesa libera) e il suo unico podio in Coppa del Mondo: il 18 fu 3º nel supergigante disputato sull'impegnativo tracciato della Saslong in Val Gardena. Ai successivi  XXI Giochi olimpici invernali di Vancouver 2010, suo congedo olimpico, si classificò 35º nella discesa libera e 7º nel supergigante.
Al termine della stagione 2011-2012 lo sciatore annunciò il ritiro dalle competizioni; la sua ultima gara di Coppa del Mondo fu il supergigante di Kvitfjell del 4 marzo 2012, mentre la sua ultima gara in carriera fu un supergigante FIS disputato in Val Gardena il 4 dicembre successivo, in cui concluse al 40º posto.

## Palmarès

### Mondiali
- 1 medaglia:
  - 1 oro (supergigante a Åre 2007)

### Coppa del Mondo
- Miglior piazzamento in classifica generale: 36º nel 2007 e nel 2010
- 1 podio:
  - 1 terzo posto

### Coppa Europa
- Miglior piazzamento in classifica generale: 16º nel 2002
- 10 podi:
  - 1 vittoria
  - 3 secondi posti
  - 6 terzi posti

#### Coppa Europa - vittorie
| Data             | Località  | Paese  | Specialità |
| ---------------- | --------- | ------ | ---------- |
| 12 dicembre 2009 | Sarentino | Italia | DH         |

Legenda:

DH = discesa libera

### South American Cup
- Miglior piazzamento in classifica generale: 8º nel 2003
- 2 podi:
  - 2 vittorie

#### South American Cup - vittorie
| Data           | Località  | Paese     | Specialità |
| -------------- | --------- | --------- | ---------- |
| 29 agosto 2002 | Las Leñas | Argentina | GS         |
| 30 agosto 2002 | Las Leñas | Argentina | SG         |

Legenda:

SG = supergigante

GS = slalom gigante

### Campionati italiani
- 14 medaglie[8]:
  - 5 ori (supergigante, combinata nel 2001; supergigante nel 2005; discesa libera, supergigante nel 2010)
  - 4 argenti (combinata nel 2000; combinata nel 2002; discesa libera, supergigante nel 2008)
  - 5 bronzi (discesa libera nel 2001; supergigante nel 2002; discesa libera, supergigante nel 2004; supergigante nel 2009)